# Giovanni Buzzoni
Giovanni Buzzoni (Ferrara, 25 marzo 1916 – 17 giugno 1989) è stato un politico italiano.

## Biografia
Iscritto fin da giovanissimo al Partito Comunista Italiano, si oppose attivamente al fascismo, finendo perseguitato dalla dittatura. Catturato per le sue iniziative sovversive, venne deportato in Germania, ma riuscì a fuggire dal treno prima di arrivarvi.

Prese parte alla fondazione del Comitato di liberazione nazionale di Ferrara come rappresentante dei comunisti. Durante il mandato per nomina prefettizia di Michele Tortora ebbe l'incarico di vicesindaco della città, mentre fu eletto sindaco di Ferrara in seguito alle prime elezioni democratiche del 1946.
Fu eletto alla Camera dei deputati nel 1972 e nel 1976.